# François Hye
François Hye (Gent, 12 juli 1786 - 30 april 1854), ook genaamd Hye-Hoys, was een Belgisch volksvertegenwoordiger.

## Levensloop
Hye was een zoon van advocaat Joseph Hye en van Marie van de Waele. Hij trouwde met Julie De Vreese van wie hij een dochter had, en in tweede huwelijk met Marie Hoys. Hij handelde in Engels textiel en was rechter bij de rechtbank van koophandel.
In 1831 werd hij verkozen tot katholiek (eerder neutraal) volksvertegenwoordiger voor het arrondissement Gent en vervulde dit mandaat tot in 1843.
Zijn kinderen en verdere nazaten uit het tweede huwelijk droegen de naam Hye-Hoys.
Hij was verwant met François Hye-Schoutheer (1785-1831), stadssecretaris van Gent.